# 19-2000
19-2000 è un singolo del gruppo musicale britannico Gorillaz, pubblicato il 25 giugno 2001 come secondo estratto dal primo album in studio Gorillaz.
Undicesima traccia dell'album, il brano vede la partecipazione vocale di Miho Hatori e Tina Weymouth.

## Video musicale
Il videoclip mostra i membri del gruppo che viaggiano su una Dune buggy, pilotata da Murdoc ad una velocità esorbitante. Il brano è cantato alternatamente fra 2D e Noodle. I quattro affrontano un percorso pieno di ostacoli: inizialmente compiono un giro della morte su un tratto di strada verticale per poi raggiungere, una volta giunti in prossimità di un ponte crollato, l'altra parte della strada. La band si imbatte poi in un UFO, spuntato all'improvviso da una chiesa, che li inseguirà per gran parte del tragitto rimanente tentando di eliminarli con un raggio laser (arma con cui difatti finirà con il far saltare in aria un benzinaio che si trovava presso una stazione di servizio lungo la strada). Dopo aver schivato la pioggia di fuoco causata dall'esplosione della già citata stazione, 2D, Murdoc, Russel e Noodle si trovano infine faccia a faccia con un alce gigante. Murdoc tenta allora di abbatterla scagliandole contro due missili a ricerca di calore che vengono tuttavia scagliati in aria dalla stessa alce con uno starnuto. I missili ricadono così al suolo investendo i membri della band con una fragorosa esplosione che manderà in pezzi la Dune buggy.

## Tracce
Testi e musiche dei Gorillaz.
CD singolo
1. 19-2000 – 3:27
2. 19-2000 (Soulchild Remix) – 3:28
3. Left Hand Suzuki Method – 3:11

12"
1. 19/2000 – 3:27
2. Left Hand Suzuki Method – 3:11
3. 19/2000 (The Wiseguys House of Wisdom Remix) – 7:13

MC
1. 19/2000 – 3:27
2. 19/2000 (Soulchild Remix) – 3:28
3. Hip Albatroos – 2:38

## Formazione
- Gorillaz – voce, strumentazione, produzione
- Miho Hatori – voce aggiuntiva
- Tina Weymouth – voce aggiuntiva
- Dan the Automator – produzione
- Tom Girling – coproduzione, ingegneria del suono, Pro Tools
- Jason Cox – coproduzione, ingegneria del suono
- Toby Whelan – assistenza tecnica

## Classifiche
| Classifica (2001/02)      | Posizione massima |
| ------------------------- | ----------------- |
| Australia                 | 39                |
| Australia                 | 16                |
| Belgio (Fiandre)          | 53                |
| Belgio (Vallonia)         | 30                |
| Germania                  | 29                |
| Italia                    | 21                |
| Regno Unito               | 6                 |
| Nuova Zelanda             | 1                 |
| Paesi Bassi               | 42                |
| Stati Uniti (alternative) | 23                |
| Stati Uniti (pop)         | 34                |
| Svezia                    | 24                |
| Svizzera                  | 36                |